# イリア・サベリエフ
イリア・エフゲニエヴィチ・サベリエフ（ロシア語: Илья Евгеньевич Савельев, 1971年6月10日 - ）は、ロシアの元男子バレーボール選手。元ロシア代表。

## 来歴
モスクワ出身。幼少期は様々なスポーツをしていたが、1988年17歳の時にCSKAモスクワに入団したことにより本格的にバレーボールを始める。
1994年からイタリア・セリエAのパルマとフェラーラでプレー、1997年から住友金属ギラソールに移籍し、同シーズンで猛打賞および特別賞受賞。廃部に伴い退団。
2000年10月、VリーグのJTサンダーズへ移籍。在籍した5年間で、敢闘賞を3度受賞、ベスト6に4度選出される活躍をし、JTの3度のリーグ準優勝に貢献した。第50回、第53回黒鷲旗全日本選抜大会では、チームの優勝に貢献するとともに黒鷲賞とベスト6に選出された。
ロシア代表として出場した2000年シドニーオリンピックで銀メダルを獲得した。

## 球歴
- オリンピック - 2000年（銀メダル）

## 所属クラブ
- CSKAモスクワ （1988-1994年）
- パッラヴォーロ・パルマ （1994-1995年）
- 4トッリ・フェラーラ・バレー （1995-1997年）
- 住友金属ギラソール （1997-1998年）
- パッラヴォーロ・パルマ （1998-2000年）
- JTサンダーズ （2000-2005年）
- ファケル・ノヴィ・ウレンゴイ （2006-2008年）